# Luca Cambiasi

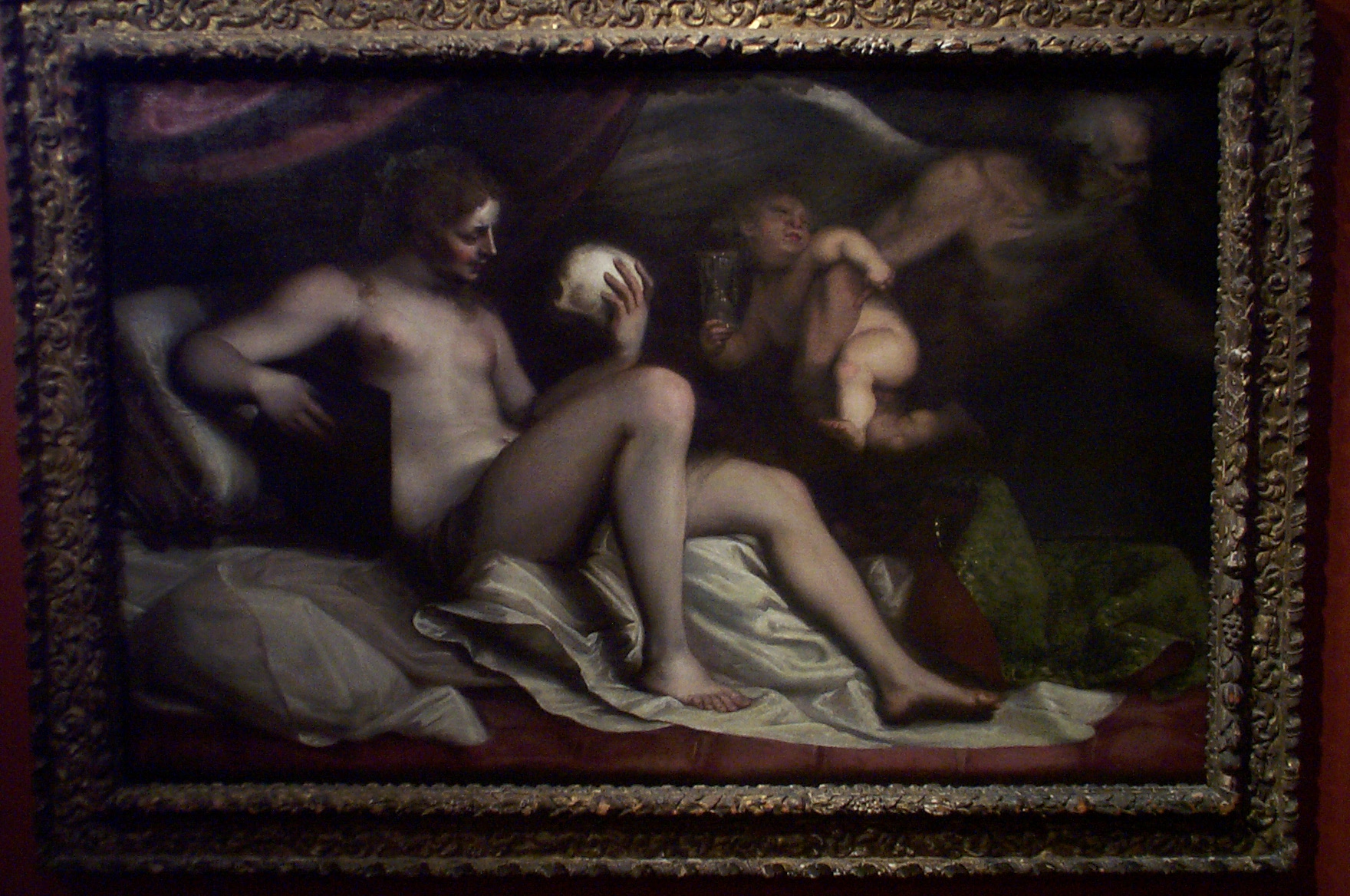
Den jordiska kärlekens förgänglighet, oljemålninga av Luca Cambiasi, omkring 1570.

Luca Cambiasi, född 1527 och död 1585, var en italiensk konstnär.
Luca Cambiasi var elev till fadern, Giovanni Cambiasi, även han konstnär. I Genua målade Cambiasi en mängd fresker, vilka visar på teknisk skicklighet och storstilad rumskänsla. Hans konst vittnar om ingående studier av Rafael och Michelangelo.